# ダニエル・エスピーノ
ダニエル・アンドレス・エスピーノ（Daniel Andres Espino, 2001年1月5日 - ）は、パナマのパナマ県パナマ市出身のプロ野球選手（投手）。右投右打。MLBのクリーブランド・ガーディアンズ傘下所属。

## 経歴
パナマで生まれ育ち、高校時代にアメリカ合衆国へ移住した。
2019年のMLBドラフト1巡目（全体24位）でクリーブランド・インディアンスから指名されプロ入り。契約金は250万ドル。傘下のルーキー級アリゾナリーグ・インディアンスでプロデビューし、シーズン途中にA−級マホーニングバレー・スクラッパーズへ昇格した。